# خيرمان دوران
خيرمان دوران (بالإسبانية: Germán Durán)‏ هو لاعب كرة قاعدة مكسيكي، ولد في 3 أغسطس 1984 في ولاية زاكاتيكاس في المكسيك.

## وصلات خارجية
- خيرمان دوران على موقع دوري كرة القاعدة الرئيسي (الإنجليزية)
- خيرمان دوران على موقعبيزبول رفرنس.كوم (الدوري الرئيسي) (الإنجليزية)
- خيرمان دوران على موقعبيزبول رفرنس.كوم (الدوري الثانوي) (الإنجليزية)
- خيرمان دوران على موقع إي إس بي إن.كوم (أم.أل.بي) (الإنجليزية)
- خيرمان دوران على موقع مشجعي الرسوم البيانية (الإنجليزية)